# Rue de Tournai
La rue de Tournai est une rue de Lille.

## Situation et accès
Elle est située dans le quartier de Lille-Centre et relie la place de la Gare au carrefour des rues Paul-Duez, Gustave-Delory et Javary, connu sous le nom de porte de Tournai. Elle est rejointe à droite par l'avenue Charles-Saint-Venant.
La rue de Tournai est desservie par la station de métro Gare Lille-Flandres.

## Origine du nom
La rue est ainsi nommée depuis 1793 car elle conduisait à la porte de Tournai supprimée en 1924. Cette porte se prolongeait par la route de Tournai qui passait par Fives, actuellement rue Pierre-Legrand.

## Historique

### De l’origine à la construction de la gare
La rue de l’Hamerie à l’intérieur de l’enceinte établie au cours du  XIIIe siècle englobant les deux paroisses de Saint-Sauveur et de Saint-Maurice existait à l’époque de la construction de ce rempart.
Elle reliait la rue du Priez à la porte de Fives, remplacée en 1670 par la porte de Tournai à proximité, en léger décalage au sud de l’axe de la rue.
Elle faisait partie de la paroisse Saint-Maurice sous le nom de rue de la Hamerie, peut-être en raison de la présence de fabricants d’armures (heaumes).
Le couvent des Dominicaines de l’«Abbiette» est établi par une dotation de la Comtesse Marguerite de Constantinople  en 1274, dans le faubourg Saint-Pierre (ou faubourg de Weppes) à l’extérieur du rempart. Ce couvent détruit en 1340 par ordre du gouverneur de la ville pour aménager les défenses de la cité face aux menaces des Anglais pendant la guerre de Cent Ans, est transféré rue de la Hamerie en 1344 et donne son nom à la rue jusqu’en 1792 où la rue de l’Abbiette devient la rue de Tournai.
Ce couvent qui était situé à l’emplacement de l’immeuble de bureaux construit en 2018-2019 du no 29 au no 35 est fermé en 1792 et ses bâtiments vendus comme bien national.
Le gouverneur de Lille transfère son siège du château de Courtrai détruit en 1577 à l’hôtel de Santes situé à l’emplacement de l’actuel no 42 (ou passage de la Demi-Lune), le square Germaine Tillion correspondant approximativement aux jardins de l’ancienne résidence du gouverneur.
L’hôtel est vendu comme bien national en 1800. Il subsistait cependant une partie de sa façade à la fin du XIXe siècle.
Le canal du Haut-Becquerel alimenté par le Becquerel ou Chaude Rivière qui entrait dans la ville par la lunette de la porte de Fives longeait la rue sur environ 100 mètres puis, après un coude à 90 ° longeait l'arrière des maisons de la rue Mahieu disparue dans la rénovation des années 1960 et contournait les jardins de l'hôtel du gouverneur.
En 1664, le couvent des frères franciscains dits «les  Bons Fils», s’établit dans la rue à l’emplacement de l’actuelle place de la gare.
Ce couvent est fermé à la Révolution, son  l’église est affectée en 1802 au culte protestant et les bâtiments conventuels à un asile de femmes aliénées.

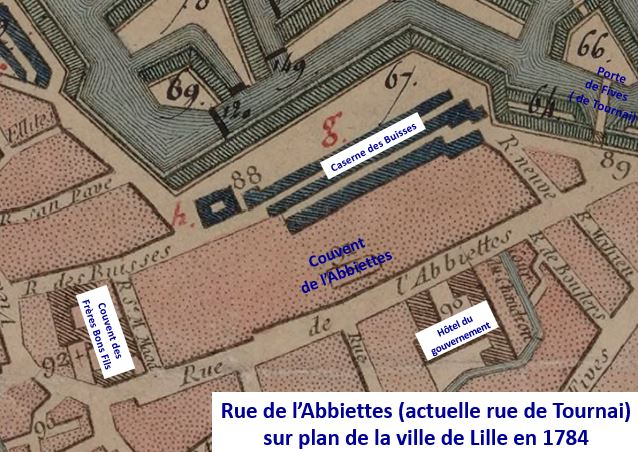
Rue de Tournai sur plan de 1784
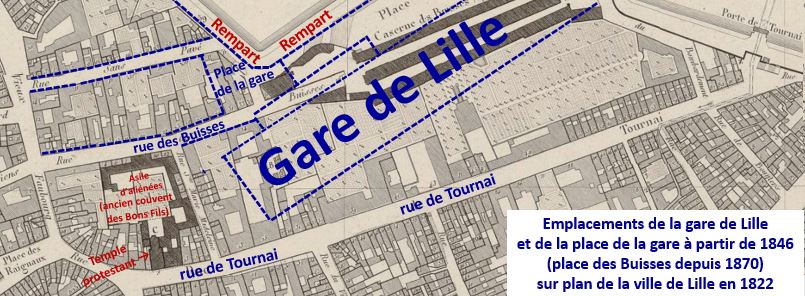
Rue de Tournai sur plan de 1822

### La création de la gare
La création de la gare de Lille 1846 à 1848 entraine une première démolition de maisons  pour établir un accès (à l’emplacement de celui existant  face à la rue du Molinel).
Sa reconstruction et l’aménagement de la place de la Gare en 1867 supprime le tronçon entre la rue du Priez et la rue du Vieux Marché aux Moutons (actuelle rue du Molinel)  avec destruction de la plus grande partie de  l’ilot compris entre la rue de Tournai, la rue Sainte-Marie-Madeleine qui disparaît, l’ancienne place de la Gare qui devient la place des Buisses et la rue du Vieux-Faubourg. Cet ilot comprenait l’ancien couvent des Bons Fils.
Les maisons de la partie sud de la rue sont intégrées dans la place de la Gare sans être expropriées et restent donc en place jusqu’à leur destruction par les bombardements du siège de 1914.

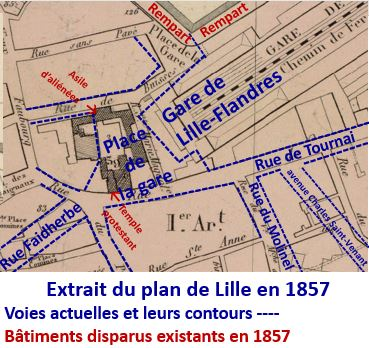
Emplacement de la future place de la Gare sur plan de 1857
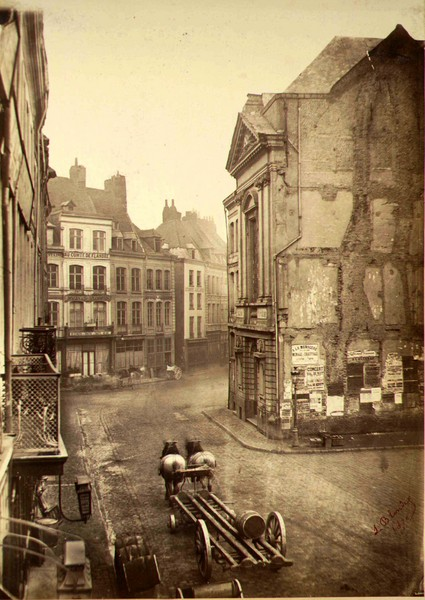
Démolition pour la place de la gare. Rue de Tournai, à droite l’ancien couvent des Bons Fils
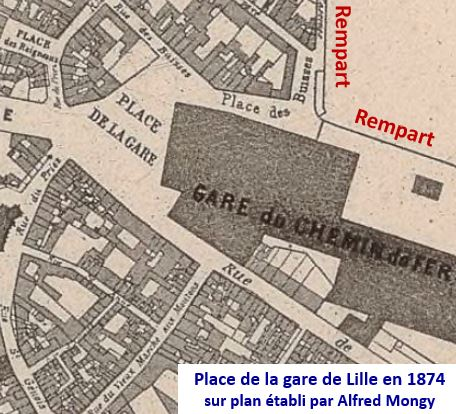
Place de la gare sur plan de 1874

La rue est parcourue en 1876 par la ligne de tramway G qui relie la place de la Gare à Fives prolongée jusqu’à Hellemmes, à traction hippomobile puis électrique à partir de 1900.

### Les destructions de 1914
Le bombardement du siège de 1914 détruit les maisons de la rue de Tournai entre la rue du Vieux-Marché-aux-Moutons et la rue du Bourdeau (et toutes celles de ces deux rues et de la partie sud de la place de la Gare) mais épargne celles de la partie nord (numéros impairs) et celles des numéros pairs  au départ de la porte du Tournai.
Après la guerre les rues du Vieux-Marché-aux-Moutons rue du Bourdeau  sont considérablement élargies et reconstruites. La rue du Vieux-Marché-aux-Mouton prend le nom de rue du Molinel, la rue du Bourdeau devient la rue Charles-Saint-Venant rectiligne contrairement à l’ancienne étroite et sinueuse. Les immeubles détruits sont reconstruits dans les années 1920.

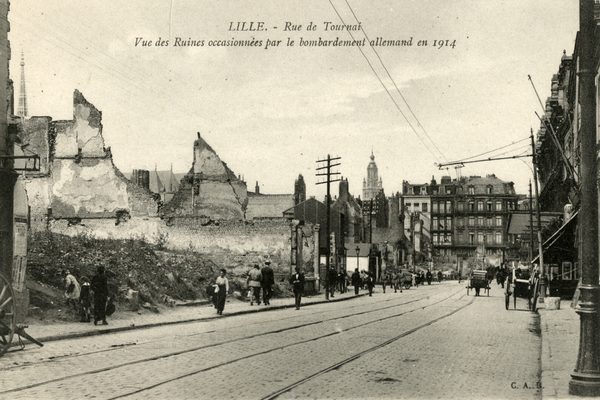
Destructions rue de Tournai 1914
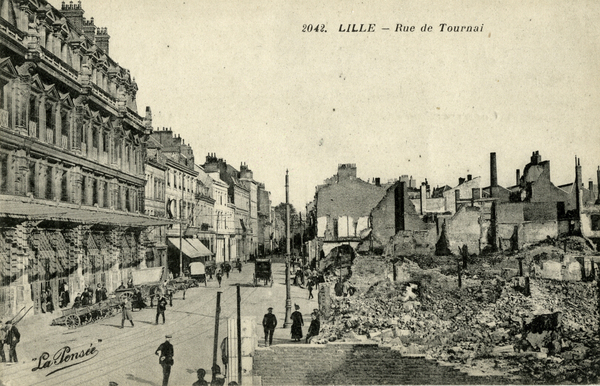
Destructions 1914 rue de Tournai
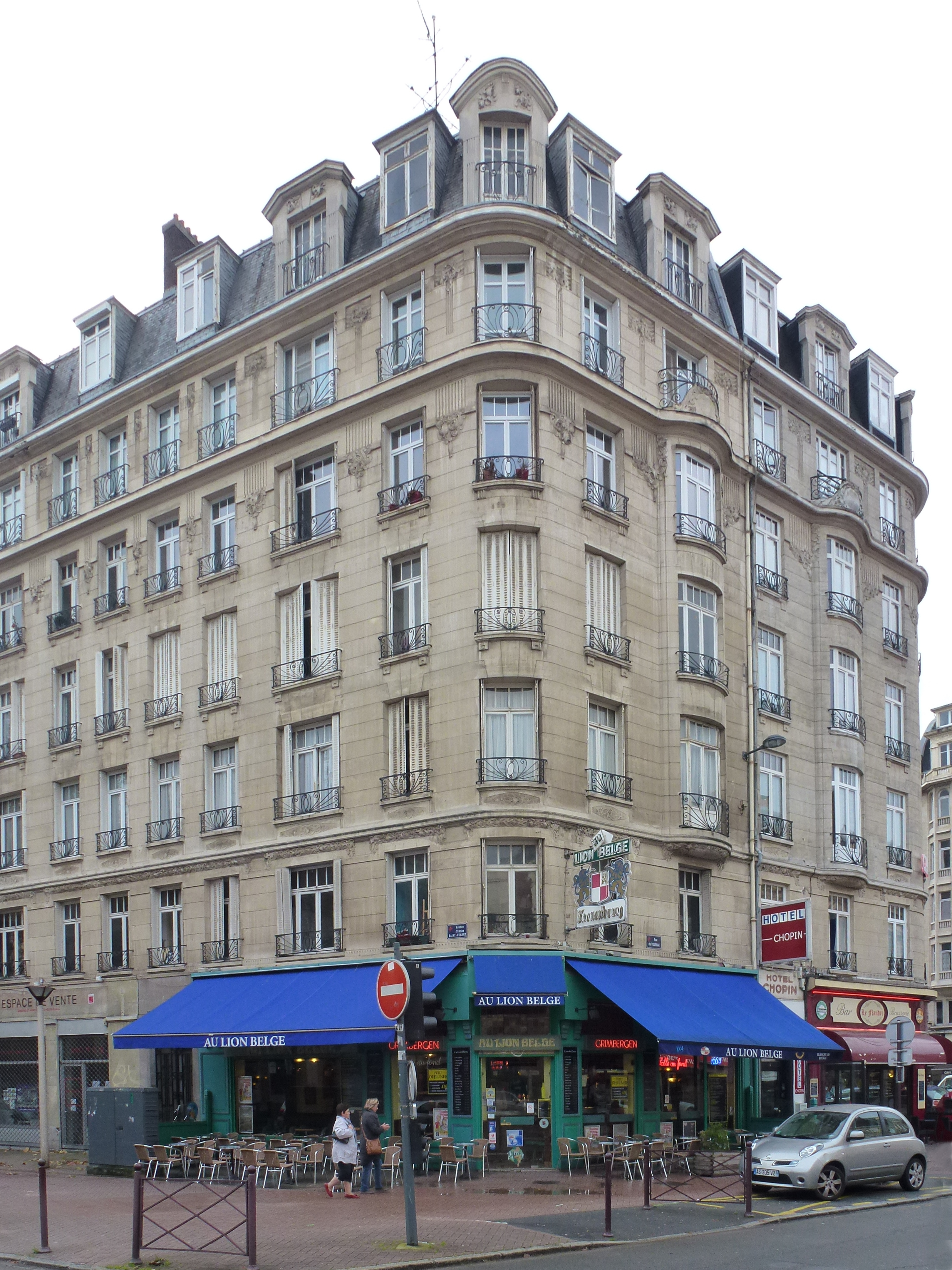
Immeuble construit après destruction 6 rue de tournai

### Depuis les années 1950
Des années 1950 à 1966, la rue est parcourue par la ligne de tramway B qui remplace la ligne G où l’étroitesse de la rue contraint à une circulation à voie unique. Cette ligne  remplacée par une ligne de bus est la dernière supprimée en 1966 du réseau de tramway lillois (hors tramway du Grand Boulevard).
Les immeubles bordant la rue sont rasés dans les années 1960 (à l’exception des maisons jouxtant l’accès à la gare) dans le cadre de la rénovation du quartier Saint-Sauveur. Les rues Mahieu et Boufflers qui reliaient la rue de Tournai à la rue Gustave Delory disparaissent dans cette opération.
Plusieurs maisons du XVIIIe siècle d’architecture de qualité sont ainsi emportées à une époque peu soucieuse de la préservation du patrimoine. Ces bâtiments étaient cependant délabrés en l’absence d’entretien dans un quartier dont la démolition annoncée dès les années 1920 avait été différée par la crise des années 1930 et la deuxième guerre mondiale.

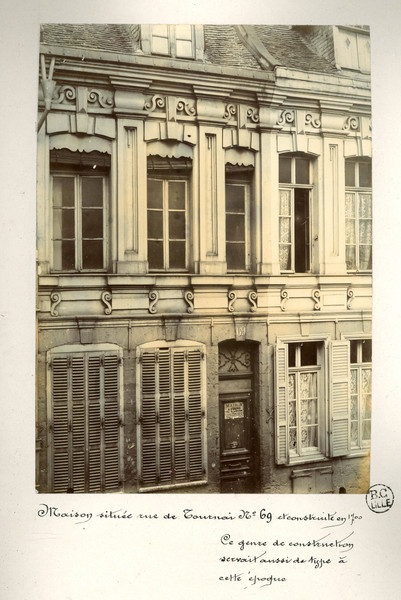
Maison construite vers 1700 rue de Tournai
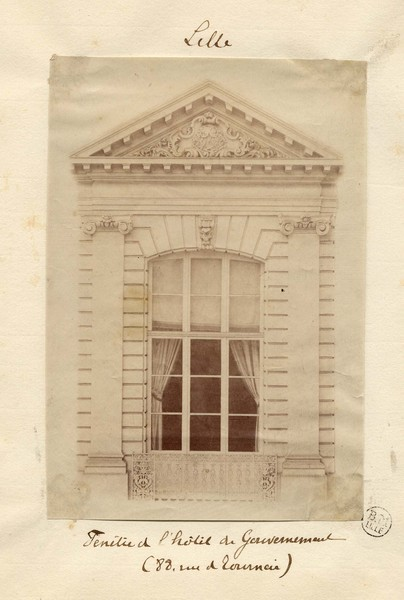
Fenêtre de l’ancien hôtel du gouvernement

Les terrains déblayés servent de parkings au cours des années 1970-1980 avant la construction d'immeubles à partir de la fin du XXe siècle.

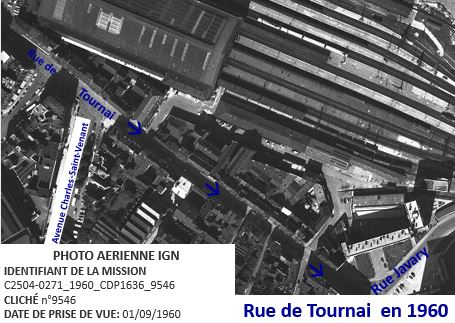
Rue de Tournai en 1960 photo aérienne. La rue a conservé ses anciennes maisons
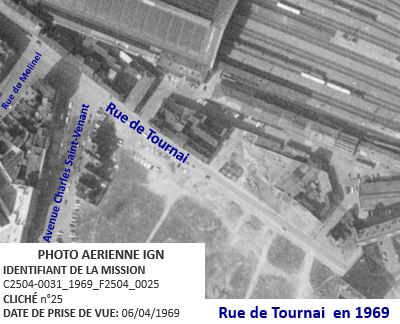
En 1969, les abords de la rue sont déblayés
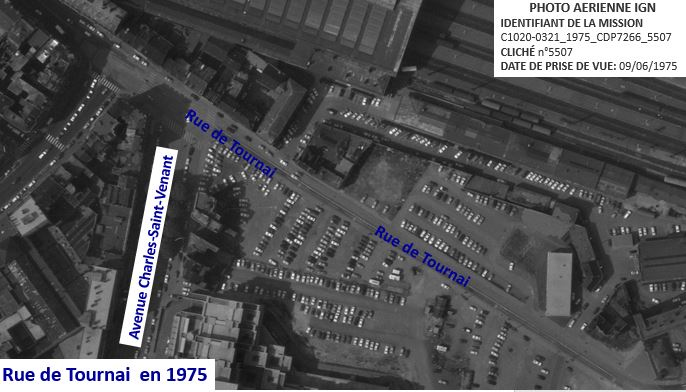
Les terrains vides servent de parkings en 1975

### La rue de Tournai auXXIesiècle
Contrairement à la plupart des voies du quartier Saint-Sauveur rénové, la rue de Tournai a conservé son tracé et sa largeur d’origine. Elle est à sens unique avec double-sens cyclable.
Sauf à son extrémité vers la place de la Gare, elle est bordée d’immeubles récents en majorité d’activités tertiaires, le dernier construit en 2018-2019 du no 29 au no 35 à l’emplacement d’un bâtiment des services sociaux de la SNCF. De nombreux commerces diversifiés sont établis aux rez-de-chaussée. Une esplanade en demi-cercle, «les Arcatures», est entourée d’immeubles de bureaux et d’un hôtel. Cette petite place piétonne donne accès à une passerelle qui enjambe les voies de la gare.

## Bâtiments remarquables et lieux de mémoire

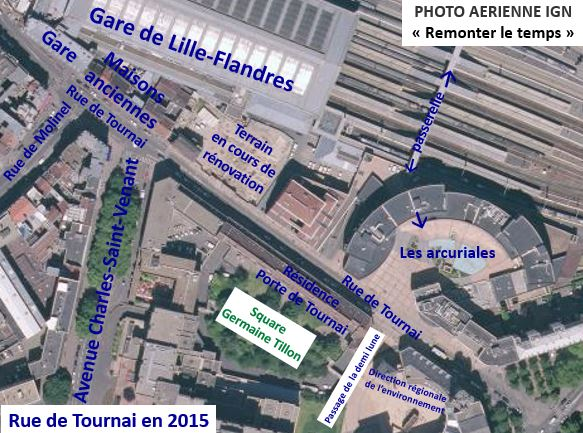
Vue aérienne de la rue de Tournai en 2015
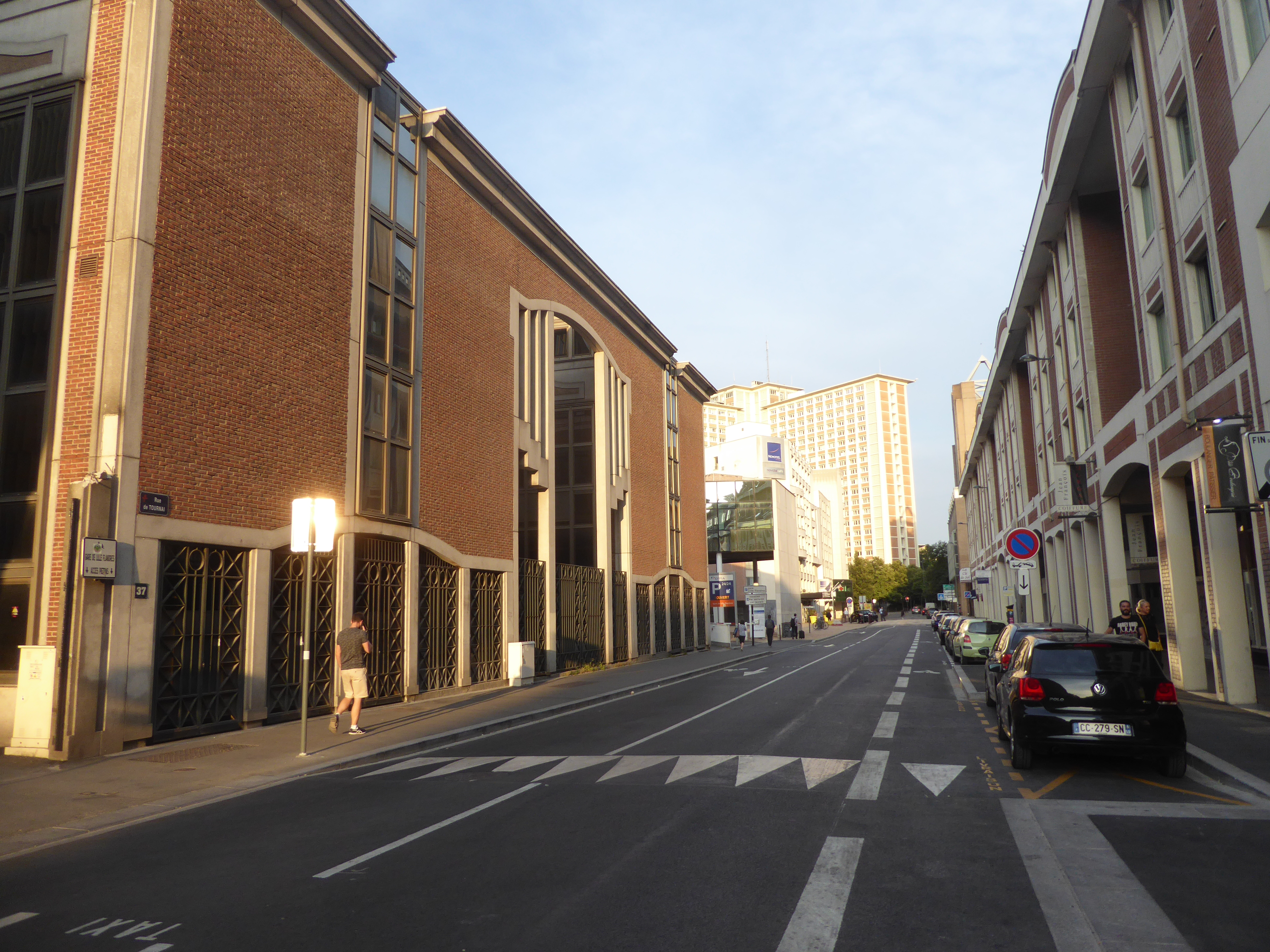
Rue de Tournai en 2018 vue vers la Cité administrative